# Wiktor Bross
Wiktor Bross (* 9. August 1903 in Witkowo; † 19. Januar 1994 in Kattowitz, Oberschlesien) war ein polnischer Chirurg. Als Lehrstuhlinhaber in Breslau war er ein Pionier der Thorax- und Herzchirurgie.

## Leben
Als Sohn von Konstanty Bross, Lehrer in Trzemeszno, und seiner Frau Helena geb. Knast besuchte Wiktor Bross das Gymnasium in Gnesen. Nach dem Abitur studierte er Vorklinik an der Adam-Mickiewicz-Universität Posen (1922–1924). Nach dem Physikum wechselte er an die Jan Kazimierz-Universität in Lemberg. 1928 wurde er in Lemberg approbiert und promoviert.
Nach dem zweijährigen Praktikum im St.-Elisabeth-Krankenhaus in Kattowitz kehrte er 1930 kehrte er nach Lemberg zurück. Die Ausbildung in Chirurgie begann er im Allgemeinen Krankenhaus Lemberg. Nach drei Jahren wechselte er als Assistenz zu Tadeusz Ostrowski. Ein Jahresstipendium ermöglichte ihm einen Gastaufenthalt am Royal Brompton Hospital in London. 1935 war er mit einem Stipendium zur thoraxchirurgischen Weiterbildung bei Ferdinand Sauerbruch an der Charité. Gleichzeitig betrieb er bei Wilhelm Trendelenburg experimentelle Untersuchungen zur Pneumektomie. Die Thorakoplastik und den Zugang zur Lungenspitze (bei Tuberkulose und Karzinom) lernte er bei Carl Semb in Oslo. Am 8. September 1935 gelang ihm und Ostrowski die erste (untere) Lobektomie bei lokaler Bronchiektasie, 1936 die erste Pneumektomie bei Tumor. 1938 habilitiert, wurde er zum Direktor der Abteilung für Chirurgie ernannt.
Im Zweiten Weltkrieg blieb er zunächst in Lemberg. Aus Furcht vor Anschlägen ukrainischer Nationalisten auf die polnischen Professoren verließ er 1943 Lemberg. Nach dem Krieg arbeitete er zunächst in Kattowitz. Von der Universität Breslau auf ihren Lehrstuhl für Chirurgie berufen, wohnte er – bis an sein Lebensende – weiterhin in Kattowitz; er fuhr aber nur an Wochenenden nach Hause. Der dafür eingerichtete 2. Assistentendienst war sehr begehrt, weil auf den Fahrten viel mehr Zeit für Gespräche war als in der Klinik. In der Herzchirurgie Polens operierte Bross 1958 erstmals am offenen Herzen. Er betreute 33 Habilitationen. 22 Schüler wurden Professoren für Chirurgie.

## Familie
Wiktor Bross hatte vier Brüder. Kazimierz war Arzt und fiel beim Einmarsch der Deutschen. Marian fiel dem Massaker von Katyn zum Opfer. Stefan, ebenfalls Arzt, überlebte das KZ Stutthof, starb aber geschwächt kurz nach der Entlassung. Stanislaw, Theologe und Dr. phil., überlebte das KZ Dachau.

## Ehrungen
- Wahl zum Mitglied der Deutschen Akademie der Naturforscher Leopoldina (1966)[2]
- Mitglied der Polnischen Akademie der Wissenschaften
- Ehrendoktor der Universität Breslau
- Ehrendoktor der Medizinischen Universität Breslau
- Ehrendoktor der Schlesischen Medizinischen Universität Katowice